# الساندرو نونزیانته
آلساندرو نونزیانته (زادهٔ ۱۴ مارس ۲۰۰۷) بازیکن فوتبال اهل ایتالیا است که در حال حاضر برای اودینزه در پست دروازه‌بان بازی می‌کند.

## دوران باشگاهی
نونزیانته از آکادمی نوجوانان بنونتو وارد تیم بزرگسالان شد و در فصل ۲۰۲۳–۲۴ سری سی به میدان رفت. او در فصل نخست خود ۳۱ بازی لیگ انجام داد و ۹ کلین شیت ثبت کرد و به عنوان دروازه‌بان اصلی تیم شناخته شد.
در ۲۹ ژوئیه ۲۰۲۵، نونزیانته قرارداد حرفه‌ای خود را با اودینزه تا ۳۰ ژوئن ۲۰۳۰ امضا کرد.

## دوران ملی
نونزیانته در تیم‌های ملی فوتبال زیر ۱۷ سال و زیر ۱۹ سال در رقابت‌های یوفا حضور داشته است.
- زیر ۱۷ سال: ۵ بازی، ۰ گل
- زیر ۱۹ سال: ۳ بازی، ۰ گل[۴]

## سبک بازی
نونزیانته دروازه‌بانی قد بلند و فرمانده است و به خاطر توانایی‌های مهار شوت و آرامش تحت فشار شناخته می‌شود. او همچنین در بازی با پا از پشت مطمئن عمل می‌کند.

## آمار دوران حرفه‌ای
| فصل     | باشگاه | رقابت  | بازی | کلین شیت |
| ------- | ------ | ------ | ---- | -------- |
| ۲۰۲۴–۲۵ | بنونتو | سری سی | ۳۱   | ۹        |